# ريان دالاس كوك
ريان دالاس كوك (بالإنجليزية: Ryan Dallas Cook)‏ هو عازف مترددة ‏ أمريكي، ولد في 5 يونيو 1982، وتوفي في 19 أكتوبر 2005 في مقاطعة أورانج في الولايات المتحدة بسبب حادث مرور.

## وصلات خارجية
- ريان دالاس كوك على موقع ميوزك برينز (الإنجليزية)
- ريان دالاس كوك على موقع أول ميوزيك (الإنجليزية)
- ريان دالاس كوك على موقع ديسكوغز (الإنجليزية)